# محمد الشيخ علي
محمد عبد الجبّار الشيخ علي (1951 - 24 مايو 2018) شاعر سوري. ولد في كنصفرة بإدلب. مجاز في اللغة العربية وآدابها من جامعة دمشق ، 1975. عمل مدرّسًا للمرحلتين الابتدائية والثانوية في سوريا ثم في الكويت. نشر شعره في عدد من الصحف المحلية والعربية‌ مثل الرأي العالم الكويتية والدستور الأردنية والوحدة المغربية وحصل على عدة جوائز السورية والكويتية. له عدة دواين شعرية. توفي في الريحانية بتركيا.

## سيرته
ولد محمد عبد الجبار الشيخ علي سنة 1371 هـ/ 1951 في كنصفرة بإدلب (ذكر إميل يعقوب أنه ولد في قسطون بحماة). حصل على أهلية التعليم من دار المعلمين في إدلب سنة 1970، ثم الإجازة في اللغة العربية وآدابها من جامعة دمشق، 1975. 

عمل مدرّسًا للمرحلة الابتدائية لمدة خمس سنوات، ثم بالتعليم الثانوي من 1976، وأعير لدولة الكويت في 1971. عاد إلى سوريا في 1985. عمل مديرا للمركز الثقافي في كنصفرة.

توفي في 23 مايو 2018/ 9 رمضان 1439 في الريحانية بتركيا وقد رثاه عدة شعراء ووصفوه «من أبرز الشعراء العرب المعاصرين».

## شعره
كتب الشعر منذ صغره في المرحلة الثانوية شوقاًً إلى أهله وقريته. شارك في الكثير من الأمسيات والمهرجات الشعرية. نشر بعض شعره في الصحف والمجلات المحلية والعربية مثل الرأي العام الكويتية، والدستور الأردنية والوحدة المغربية. ديوانه الأول هو المدّ في زمن الانحسار. تأثره بحكمة أبي العلاء المعري وسخرية ابن الرومي وكبرياء المتنبي.

## جوائزه
- 1989-1990: جائزة نقابة المعلمين للشعر.
- 1985-1984: جائزة المسرح المدرسي، الكويت.
- 1990: براءة تقدير وشكر من المؤتمر السنوي الرابع عشر لتاريخ العلوم لمشاركته الشعرية.[2]

## مؤلفاته
- المدّ في زمن الانحسار
- فضاء لنجمة مستحيلة
- مقلوب البكاء
- جغرافيا الأنهار
- طرائد سانحة، 2001
- كي تكوني